# Puig de la Virgen
El Puig de la Virgen es una montaña de 541 metros que se encuentra en el municipio de Os de Balaguer en la comarca de La Noguera. En sus cercanías se encuentra el Monasterio de Les Avellanes, desde el que se pueden hacer rutas de senderismo.